# 奥秋四良
奥秋 四良（おくあき しりょう、1948年9月20日 - ）は、日本の実業家。株式会社タカラトミーの元副社長でタカラトミーマーケティング元社長。都留文科大学文学部卒業。

## 経歴
1971年3月、都留文科大学文学部を卒業。1992年にはタカラ常務取締役・マーケティングトイ事業部長に就任した。
1994年、トミーに入社し、事業統括部顧問となる。1995年に常務取締役営業本部長、2000年専務取締役、2002年常務取締役営業本部長、2003年専務取締役兼コンテンツ事業戦略本部特命担当を歴任した。
2006年のタカラトミー発足に際しては専務取締役、営業統括本部長となる。2007年4月に系列流通会社（ユーエース、トイズユニオン）の統合持ち株会社として発足したタカラトミー販売社長に就任。流通体制の再構築に取り組むとともに、玩具専門店支援のプロジェクトチームを組織した。また、2008年には専門店のモデルケース（商品絞り込みによる値引きなし、在庫廃棄ロス削減等）となることを目的としたタカラトミー直営店舗「トイキングダム」をオープンさせている。
社長の富山幹太郎は2008年のインタビューで、統合による「文化の違い」を乗り越えて黒字転換を果たした際、社内のまとめ役として営業部隊については奥秋の名前を挙げている。
2009年11月、取締役副社長、連結戦略局長兼マーケティング本部・開発本部・国内営業本部担当に就任した。
2012年2月、「経営体制の刷新による世代交代」により、タカラトミー副社長には留任したが社内の個別事業担当からははずれ、子会社のユーエース代表取締役会長となった（タカラトミー販売社長は留任）。また、このときに兼務していた子会社の竜の子プロダクション副社長も退任している。2012年10月にはユーエースを改称の上、タカラトミーの国内営業部門を継承して新発足したタカラトミーマーケティング社長に就任し、物流会社のタカラトミーロジスティクスを2013年に統合した。
2015年6月、タカラトミー取締役副社長を退任した。